# Герб Мальтійського ордену

Герб Суверенного Військового Мальтійського Ордену — офіційним символом Суверенного військового Ордену Госпітальєрів Святого Івана Єрусалимського, лицарів Родосу і Мальти.

## Опис
У червоному полі щита срібний хрест. Позаду щита — мальтійський хрест того ж металу, щит оточений ланцюгом великого магістра і обрамлений орденськими прапорами. Чорна, прикрашена золотом і підбита горностаєм мантія увінчана короною великого магістра.

## Емблема робочих організацій Ордена
Червлений щит із срібним мальтійським хрестом і вузькою внутрішньої облямівкою того ж металу є символом медичної та гуманітарної діяльності Мальтійського Ордену в усьому світі.

## Герби магістрів
Герби магістрів містять символи основної гербової композиції ордену із додаванням родинних шляхетських гербів.

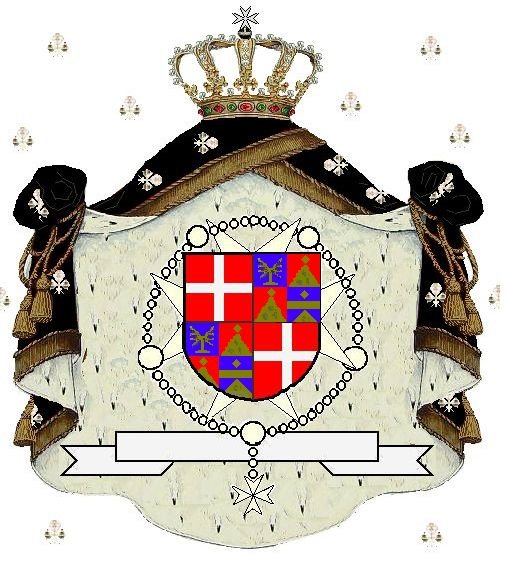
Герб 76 князя і мігістра ордена Людовіко Кіджі делла Ровере Альбані
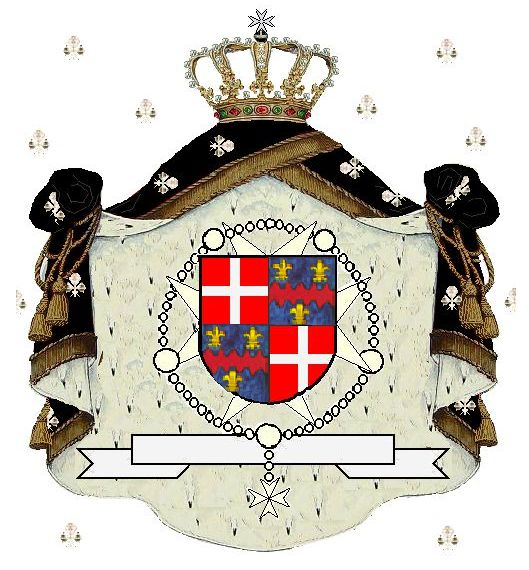
Герб 77 князя і мігістра ордена Анжело де Мохана ді Колоньї
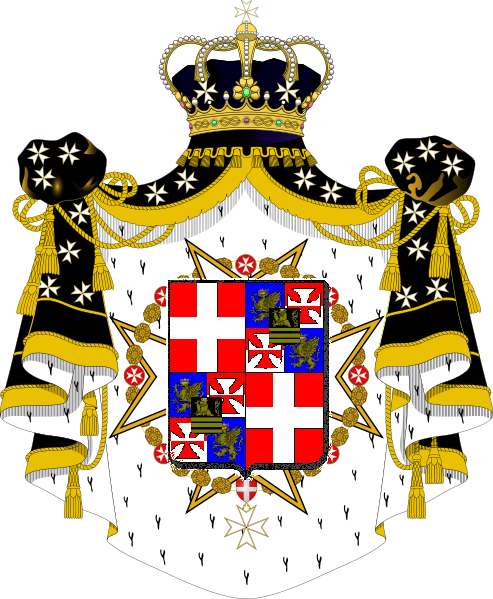
Герб 79 князя і мігістра ордена Метью Фестінга